# Grande rue de la Croix-Rousse
La grande rue de la Croix-Rousse est une longue rue commerçante du quartier de la Croix-Rousse dans le 4e arrondissement de Lyon.

## Description
On y trouve un grand nombre de commerces, ainsi que des immeubles d'habitations dont certains, à peu d'étages, datent du XVIe siècle, alors que d'autres, plus grands, sont de type Canut.
Partant du boulevard et de la place de la Croix-Rousse, la rue monte vers le nord pour rejoindre la place Joannès Ambre sur laquelle se trouve une croix en pierre de Couzon, qui a donné son nom à la rue et au quartier.

## Histoire
La grande rue est vraisemblablement située sur le tracé d'un chemin antique qui rejoignait la voie romaine du Rhin (dans le prolongement de la Montée de la Grande Côte). Plus tard, elle permettait d'atteindre Neuville-sur-Saône, Trévoux et le Franc-Lyonnais.
La rue a commencé son développement au XVIe siècle. Son tracé actuel date du XVIIIe siècle.

## Événements
Chaque année, à l’automne, les commerçants organisent une grande braderie. La rue est rendue piétonne pendant ces deux jours.

## Accessibilité
Ce site est desservi par la station de métro Croix-Rousse.
ainsi que par les lignes C13 et S4.
 V  Ce site est desservi par la station Vélo'v de : place Joannès Ambre

 V  Ce site est desservi par la station Vélo'v de : place de la Croix-Rousse